# Elizabeth Janeway
Elizabeth Janeway (Brooklyn, 7 oktober 1913 - Rye, 15 januari 2005) was een Amerikaans schrijfster, literatuurcritica, sociaal historica en feministe.

## Biografie
Elizabeth Hall studeerde tijdens de Grote Depressie aan het Barnard College, een universiteit voor vrouwen in New York. Ondertussen ondersteunde ze het ouderlijk gezin door advertenties op te stellen voor een winkelbedrijf. Ze studeerde af in 1938 en trouwde met Eliot Janeway.
Nadat ze een schrijfwedstrijd van een tijdschrift had gewonnen, begon ze aan haar eerste boek The Walsh girls (1943), dat het verhaal van twee zusters uit New England vertelt. Haar tweede boek, Daisy Kenyon (1945), leverde haar positieve kritieken op vanwege haar psychologische inzicht. Het boek werd verfilmd met een hoofdrol voor Joan Crawford. Ze werd in die tijd ook wel een moderne Jane Austen genoemd. Andere boeken volgden, waaronder de roman The question of Gregory (1949).
Ondertussen bouwde ze een reputatie op als literatuurcritica en schreef ze boekrecensies in onder meer The New York Times. Verder maakte ze in de loop van de jaren naam als publiciste over genderverschillen en macht, en de rol ervan in relaties tussen man en vrouw. Hierin vestigde ze zich definitief toen ze in 1971 Man's world, woman's place schreef. Andere boeken in dit genre volgden, zoals Between myth and morning: women awakening (1974), Powers of the weak (1980) en Improper behavior (1987). Ze was een openlijk voorstander van abortus en ondertekende eens een paginagrote krantenadvertentie voor abortusrechten, met de openbaring dat ze, zelf een moeder, ooit ook een abortus had laten uitvoeren.
Ze was jurylid voor literatuurprijzen als de Pulitzerprijs en de National Book Awards en bestuurslid van enkele organisaties voor onder meer vrouwenrechten.

## Trivia
- Het personage Kathryn Janeway uit de sciencefictionserie Star Trek: Voyager (het eerste vrouwelijke hoofdpersonage in Star Trek dat kapitein van een ruimteschip is) was naar haar vernoemd.[2]

- Biblioteca Nacional de España: XX1323363
- Bibliothèque nationale de France: cb12783248k (data)
- Gemeinsame Normdatei: 116010462X
- International Standard Name Identifier: 0000 0001 1614 6264
- Library of Congress Control Number: n80017805
- Nationale Bibliotheek van Letland: 000154945
- Nationale Bibliotheek van Israël: 987007263331005171
- Nederlandse Thesaurus van Auteursnamen: 068543441
- SNAC: w64g43ck
- Système universitaire de documentation: 07845414X
- Virtual International Authority File: 30005917
- WorldCat: E39PBJvXfV36K6fcdv7jBVGCQq